# Ери (племе)
Вижте пояснителната страница за други значения на Ери.
Ери (на английски: Erie) е ирокезоезично северноамериканско индианско племе, което не е добре познато на европейците. За тях слушат французите, холандците и шведите, но само французите ги срещат един-единствен път. Всичко, което се знае за тях идва от хуроните и саскуеханок. Известно е че са многочислен народ с много села и се подразделят на няколко подплемена. Колко обаче са селата и подразделенията, и как се казват не е известно. Не се знае даже границата на територията им и няма яснота за историята и обичаите им. Предполага се, че заемат южния бряг на езерото Ери – от Бъфало, Ню Йорк, до Сандъский, Охайо, както и горната част на Охайо и нейните притоци в Северно Охайо, Пенсилвания и Западна Вирджиния. Предполагаемият им брой през 1600 г. е между 4000 и 15 000 души. Според йезуитите езикът им е подобен на един от диалектите на хуроните. Името им идва от съкращаването на ирокезкото им име ериеронон – „дългите опашки“. Вероятно това название се отнася за пумата. Французите ги наричали „нация на котката“ (на френски: nation du chat).

## История
Като всички ирокези, ери са земеделци и живеят в постоянни села от дълги домове оградени с ограда. Те са традиционни врагове на ирокезите, които ги считат за най-добрите воини.
По времето на единствената им среща с французите (1615) са в тристранен съюз с племената венро и неутрал. Снабдяват се с огнестрелни оръжия от холандците и французите, чрез посредничеството на саскуеханок и хуроните. За да търгуват обаче те се нуждаят от много кожи и изглежда навлизат в чужди ловни територии. Резултатът от това е започването на война с неизвестно алгонкинско племе през 1635 г.
През 1639 г. ери и неутрал развалят отношенията си с венро и ги оставят сами срещу ирокезите. Венро са унищожени до 1643 г., а съюзът между ери и неутрал продължава до 1648 г., когато ери отказват да ги подкрепят в кратка война с ирокезите. След унищожението на хуроните през 1649 г., ирокезите нападат неутрал и след разгрома им през 1651 г. няколко хиляди неутрал, и живеещи сред тях бежанци хурони бягат при ери. Ирокезите поискват ери да им предадат бежанците, но те отказват. Преговорите между двете страни за това продължават цели две години. През 1653 г. обаче ловна група ери напада отряд сенека и убива един от вождовете им. В опит да се избегне войната, двете страни се срещат на мирен съвет. По време на срещата обаче, след дълги и разгорещени спорове, един войн ери убива войн онондага. Разярени от безчестната постъпка ирокезите скачат и убиват всичките представители на ери. След този инцидент мирът между двете страни става невъзможен. Преди да нападнат, ирокезите първо си осигуряват мир с французите и през 1654 г. западните ирокези унищожават две села на ери. Войната продължава до 1656 г., когато ери са победени. Оцелелите бягат при съседните племена. Много са убити, а заловените са присъединени към сенека. Оттогава племето престава да съществува.
Предполага се, че войнственото племе весто, което през втората половина на 17 век живее във Вирджиния и Южна Каролина, е съставено в голяма степен от оцелели ери, които не желаят да се присъединят към ирокезите и се преселват на юг.